# この人を見よ (マンテーニャ)
『この人を見よ』（このひとをみよ、伊: Ecce Homo）は、イタリアのルネサンス期の画家アンドレア・マンテーニャの絵画である。1891年から、パリのジャックマール＝アンドレ美術館に所蔵されている。棘の冠を被ったイエス・キリストが民衆に晒されるところが描かれている。1500年頃に描かれたと考えられていて、アンドレア・マンテーニャ（1431-1506）の晩年の作品であるとされる。

## 概要
「この人を見よ」と訳される「 Ecce Homo」はキリスト処刑時のユダヤ属州総督のピラトの発した言葉に由来し、キリストが十字架に架けられる前に、拷問を受け、人々の前に晒される姿を描いた多くの絵画のタイトルになっている.。アンドレア・マンテーニャのこの作品では、画面の大半をいばらの冠をつけられ、首にロープをかけられたキリストの半身が占め、左に帽子に偽ヘブライ語の文章がかかれたユダヤ高官と右に歯の抜けた老婆が描かれている。画面上部の両サイドに「CRVCIFGE EVM. TOLLE EVM. CRVCIFGE CRVC」（「こいつを十字架につけろ、連れて行け、十字架につけろ」）といった人々の罵り言葉が書かれた紙片が、トロンプ・ルイユのスタイルで配置されている
作品のマンテーニャへの帰属とその制作年代についてはイギリスの美術史家ロナルド・ライトボーン（Ronald Lightbown: 1932–2021）の著作で明らかにされた。 
美術収集家のネリー・ジャックマール（1841–1912）とエドゥアール・アンドレ (1833–1894)は1891年にミラノの収集家ガンバッシーニからこの絵を購入し、 1912年に彼らのコレクションはフランス学士院に遺贈され、この作品も彼らのかつての邸宅であったジャックマール・アンドレ美術館に所蔵されている。